# يوسف العموري
يوسف العموري لاعب كرة قدم أردني معتزل لعب في مركز الدفاع بنادي الوحدات الأردني والمنتخب، لعب 80 مباراة دولية، ونحو 500 مباراة محلية ويعتبر أكثر اللاعبين حملًا للكؤوس والتتويج، أحرز العديد من البطولات مع نادي الوحدات واحرز ذهبية بيروت عام 1997 مع المنتخب الأردني وذهبية عمّان عام 1999.
يعمل الآن ضمن الجهاز التدريبي ومدرب الفئات العمرية في نادي الوحدات.

## مسيرته الرياضية
قاد العموري أطول سلسلة حفاظ على لقب الدوري مع نادي الوحدات والتي استمرت لـ 4 مواسم من 1994-1997، ويعتبر اللاعب الوحيد في تاريخ نادي الوحدات الذي اسهم في احراز كافة القاب الفريق التي شارك في منافساتها على امتداد 20 عاماً، وقاد الفريق إلى احراز لقب بطولة الدوري 6 مرات اعوام 1987 و1991 و1994 و1995 و1996 و1997، وكأس الأردن 6 مرات اعوام 1982و1985 و1988 و1996 و1997 و2000، وبطولة الدرع 4 مرات اعوام 1982 و1983 و1988 و1995.
كما يعتبر العموري أول لاعب أردني يتم اختياره ضمن منتخب نجوم العرب وذلك في عام 1989 بعد بطولة كأس العرب التي أقيمت عام 1988 في الأردن، ليلعب إلى جوار عدد من أهم النجوم في تلك الحقبة مثل: أحمد راضي وحسين سعيد وعدنان درجال من العراق، ماجد عبدالله من السعودية، محمود الخطيب من مصر، واللاعب الفلسطيني مصطفى نجم، وعبد القادر كردغلي من سوريا، وفيصل الدخيل من الكويت وغيرهم .
فاز مع المنتخب الوطني الأردني بالميدالية الذهبية لدورة الألعاب العربية الثامنة التي أقيمت في بيروت عام 1997، وقاد الفرق للمحافظة على اللقب في الدورة التاسعة التي حملت اسم الحسين عام 1999.